# Rio nell'Elba
Rio nell'Elba is een gemeente op het eiland Elba, behorend tot de Italiaanse provincie Livorno (regio Toscane), en telt 1114 inwoners (31-12-2004). De oppervlakte bedraagt 16,7 km², de bevolkingsdichtheid is 67 inwoners per km².

## Demografie
Rio nell'Elba telt ongeveer 660 huishoudens. Het aantal inwoners steeg in de periode 1991-2001 met 9,9% volgens cijfers uit de tienjaarlijkse volkstellingen van ISTAT.
| Jaar | Inwoneraantal |
| ---- | ------------- |
| 1991 | 866           |
| 2001 | 952           |

## Geografie
De gemeente ligt op ongeveer 165 meter boven zeeniveau.
Rio nell'Elba grenst aan de volgende gemeenten: Porto Azzurro, Portoferraio, Rio Marina.
Bibbona · Campiglia Marittima · Campo nell'Elba · Capoliveri · Capraia Isola · Castagneto Carducci · Cecina · Collesalvetti · Livorno · Marciana · Marciana Marina · Piombino · Porto Azzurro · Portoferraio · Rio Marina · Rio nell'Elba · Rosignano Marittimo · San Vincenzo · Sassetta · Suvereto
1. ↑  Popolazione Residente al 1° Gennaio 2018. Istituto Nazionale di Statistica. Geraadpleegd op 16 maart 2019.